# Musaranya del Sàhara occidental
La musaranya del Sàhara occidental (Crocidura viaria) és una espècie de mamífer de la família de les musaranyes (Soricidae) que viu a Burkina Faso, Camerun, la República Centreafricana, el Txad, Costa d'Ivori, Etiòpia, Gàmbia, Ghana, Guinea, Guinea Bissau, Kenya, Mali, Mauritània, el Marroc, el Níger, Nigèria, Senegal, el Sudan, Tanzània, el Sàhara Occidental i, possiblement també, Benín i Togo.